# Apodesmoptera curtipennis
Apodesmoptera curtipennis är en insektsart som beskrevs av Kevan, D.K.M. 1966. Apodesmoptera curtipennis ingår i släktet Apodesmoptera och familjen Pyrgomorphidae. Inga underarter finns listade i Catalogue of Life.